# 尼克·達洛伊西奧
尼克·達洛伊西奧（英語：Nick D'Aloisio，1995年11月1日—），是Trimit行政總裁，現年25歲，2011前開發出SummlyApp，可以將任何新聞內容自動濃縮成400字概要，令App用戶可以速讀新聞。李嘉誠旗下 Horizons Ventures 公司在2011年已經向尼克·達洛伊西奧公司注資25萬美金；其他投資者包括約翰·連儂的妻子小野洋子、Zynga行政總裁Mark Pincus。

## 技術
- 自動摘要技術
- 文件聚合器
- 多文件摘要
- 文本挖掘